# Estnische Sommer-Meisterschaften im Skispringen 2011
Die Estnischen Sommer-Meisterschaften im Skispringen 2011 fanden am 13. August 2011 im Einzel und am 17. September 2011 im Team auf der Tehvandi-Schanze (K 90/HS 97) in Otepää im Kreis Valga statt.

## Teilnehmer
| 26 Herren aus 2 Nationen (Einzel) |
| --------------------------------- |
| - Estland (24) - Finnland (2)     |
| 8 Teams aus 1 Nation (Team)       |
| - Estland-Team (8)                |

## Ergebnisse

### Einzel
| Rang | Name                  | Weite 1    | Weite 2    | Punkte |
| ---- | --------------------- | ---------- | ---------- | ------ |
| 1    | Kaarel Nurmsalu       | 093,0 0(3) | 098,0 0(1) | 245,0  |
| 2    | Siim-Tanel Sammelselg | 093,0 0(2) | 094,5 0(2) | 244,0  |
| 3    | Lauri Asikainen       | 095,0 0(1) | 091,0 0(3) | 237,5  |
| 4    | Illimar Pärn          | 090,0 0(4) | 090,0 0(4) | 225,0  |
| 5    | Karl-August Tiirmaa   | 088,5 0(5) | 087,0 0(5) | 214,0  |
| 6    | Kristjan Ilves        | 088,0 0(6) | 085,5 0(6) | 208,5  |
| 7    | Aldo Leetoja          | 083,5 0(7) | 084,0 0(7) | 195,5  |
| 8    | Martti Nõmme          | 083,5 0(8) | 083,0 0(8) | 192,0  |
| 9    | Mikael Kuhlberg       | 083,0 0(9) | 080,5 0(9) | 188,0  |
| 10   | Han-Hendrik Piho      | 076,0 (11) | 077,5 (10) | 167,5  |
| 11   | Tanel Levkoi          | 077,5 (10) | 076,0 (11) | 163,5  |
| 12   | Kaarel Piho           | 073,0 (13) | 077,0 (11) | 150,5  |
| 13   | Mihkel Oja            | 073,5 (12) | 071,5 (13) | 146,0  |

| Rang | Name              | Weite 1       | Weite 2       | Punkte        |
| ---- | ----------------- | ------------- | ------------- | ------------- |
| 14   | Rauno Loit        | 072,0 (13)    | 070,0 (15)    | 136,5         |
| 15   | Artti Aigro       | 069,0 (17)    | 070,0 (14)    | 132,0         |
| 16   | Mario Visnap      | 070,0 (15)    | 069,0 (16)    | 130,5         |
| 17   | Karl Mustjõgi     | 070,0 (15)    | 068,0 (18)    | 128,5         |
| 18   | Markus Robin Kütt | 068,0 (18)    | 069,0 (17)    | 124,0         |
| 19   | Risto Raudberg    | 066,0 (19)    | 064,5 (19)    | 109,5         |
| 20   | Andres Aaliste    | 050,5 (20)    | 050,0 (21)    | 044,5         |
| 21   | Kevin Maltsev     | 048,5 (22)    | 052,0 (20)    | 043,5         |
| 22   | Andreas Ilves     | 047,5 (24)    | 049,5 (22)    | 038,5         |
| 23   | Ainar Pikk        | 048,0 (21)    | 048,0 (23)    | 036,0         |
| 24   | Stever Liivamägi  | 048,0 (23)    | 045,0 (24)    | 028,0         |
|      | Raiko Heide       | Did not start | Did not start | Did not start |
|      | Mats Piho         | Did not start | Did not start | Did not start |

### Team
| Rang | Team      | Name                                              | Punkte            | Gesamt punkte |
| ---- | --------- | ------------------------------------------------- | ----------------- | ------------- |
| 1    | Otepää I  | Artti Aigro Jaan Jüris Karl-August Tiirmaa        | 219,0 231,0 229,0 | 679,0         |
| 2    | Elva I    | Rauno Loit Illimar Pärn Kristjan Ilves            | 184,0 233,0 230,0 | 647,0         |
| 3    | Moskva    | Michail Barinov Robert Zakirov Konstantin Voronin | 204,0 187,0 221,0 | 612,0         |
| 4    | Taevatäht | Mats Piho Han-Hendrik Piho Kail Piho              | 155,0 159,0 215,0 | 529,0         |

| Rang | Team      | Name                                                  | Punkte            | Gesamt punkte |
| ---- | --------- | ----------------------------------------------------- | ----------------- | ------------- |
| 5    | Nõmme     | Taavi Pappel Jaanus Ritson Tanel Levkoi               | 068,0 121,5 185,5 | 375,0         |
| 6    | Elva II   | Ainar Pikk Risto Raudberg Karl Mustjõgi               | 093,5 089,5 142,0 | 325,0         |
| 7    | Otepää II | Andres Aaliste Stever Liivamägi Mihkel Oja            | 051,5 079,5 174,5 | 305,5         |
| 8    | Võru      | Klaus Mark Kolbakov Günter-Duncan Mandli Martti Nõmme | 030,0 039,0 212,0 | 281,0         |